# Steffy Forrester
Steffy Forrester is een personage uit de Amerikaanse soapserie The Bold and the Beautiful (in Vlaanderen uitgezonden onder de titel Mooi en Meedogenloos). De rol wordt gespeeld door actrice Jacqueline MacInnes Wood sinds 2008.

## Levenslijn
Steffy is samen met tweelingzus Phoebe Forrester de dochter van Ridge Forrester en Taylor Hayes. Ze hebben een oudere broer Thomas Forrester. Verder heeft ze ook een halfbroer RJ Forrester, die haar vader met Brooke Logan kreeg.
Haar zus Phoebe kwam in 2008 om het leven bij een zwaar auto ongeluk door Rick Forrester. Daar kreeg Steffy ook problemen door, omdat ze iets voelde als tweelingzus.
Steffy is driemaal getrouwd geweest met Liam Spencer en een keer met diens broer. 
Sinds 2016 is, samen met haar vader Ridge, co-CEO van Forrester Creations.
Met Liam kreeg Steffy een dochter Kelly; in 2019 volgde de geadopteerde Phoebe, maar zij bleek in werkelijkheid Liams doodgewaande dochter Beth uit diens huwelijk(en) met Hope Logan. Thomas was dit geheim te weten gekomen en probeerde dit verborgen te houden vanwege zijn obsessie voor Hope met hij zijn zoon Douglas wilde opvoeden. Steffy nam het Thomas ten zeerste kwalijk nadat de waarheid aan het licht was gekomen en Liam met Beth terugging naar Hope.
In 2020 belandde Steffy in het ziekenhuis door een motorongeluk, veroorzaakt door een onoplettende Bill Spencer. Ze raakte in een depressie en verslaafd aan pijnstillers; dankzij de steun van haar huisarts John Finnegan (ook wel Finn genoemd) kwam ze er weer bovenop. Steffy en de geadopteerde Finn kregen een relatie en na de geboorte van hun zoon Hayes in 2021 traden ze in het huwelijk. De bruiloft werd echter verstoord door de terugkomst van Sheila Carter; Finns biologische moeder. Sheila wilde een band opbouwen met haar zoon en kleinzoon, maar behalve Finn zat niemand daar op te wachten na alle streken die zij in het verleden had uitgehaald. Vooral Steffy was vastbesloten om Sheila en haar doorzichtige toneelstukjes op afstand te houden.
Het leidde in 2022 tot een confrontatie in het steegje achter restaurant Il Giardino; Sheila schoot Steffy neer en raakte per ongeluk ook Finn tijdens diens poging tot ingrijpen. Steffy overleefde het, en nadat haar geheugen weer terugkwam liet ze Sheila arresteren door haar via een valstrik tot een bekentenis te dwingen. Steffy wilde afscheid nemen van Finn, maar diens adoptiemoeder Li hield haar op afstand omdat er nog geen afscheid had plaatsgevonden. Op advies van de teruggekeerde Taylor besloot Steffy er voorlopig tussenuit te gaan met Kelly en Hayes.   